# Paul Naschy
Paul Naschy (* 6. September 1934 in Madrid; † 30. November 2009 ebenda; eigentlich Jacinto Molina Álvarez) war ein spanischer Schauspieler, Drehbuchautor und Filmregisseur.

## Leben
Aufgewachsen im Franco-Regime der Nachkriegsjahre, studierte Paul Naschy auf Wunsch seiner Familie zunächst Agrikultur und später Architektur, wobei ihm seine zeichnerischen Fähigkeiten, die er früh entwickelte, von großem Nutzen waren. Sie führten auch dazu, dass er für Schallplattenfirmen wie die Decca oder Columbia Covers gestaltete, unter anderem für Elvis-Presley-Aufnahmen. Nebenbei zeichnete Naschy Comics und schrieb unter dem Pseudonym Jack Mills Groschenromane.
Einen Ausgleich fand er in diesen Jahren im sportlichen Bereich; so war er Boxer, Fußballer und schließlich Gewichtheber – 1958 wurde er spanischer Meister im Leichtgewicht. 1961 gehörte er zur spanischen Mannschaft bei den Weltmeisterschaften der Gewichtheber in Wien.

## Karriere
Seine schon früh ausgeprägte Liebe zum Kino setzte sich ab den frühen 1960er Jahren durch. Er übernahm kleine Rollen, war Locationscout und Produktions- sowie Regieassistent, bis er 1967 seine erste Hauptrolle spielte und ein Jahr später mit seinem ersten Horrorfilm die Rolle seines Lebens fand: die des Werwolfes Waldemar Daninsky, den er in vielen Filmen verkörperte. Daneben spielte er auch andere klassische Grusel-Rollen wie den Grafen Dracula oder Frankensteins Monster, aber auch in vielen Kriminalfilmen.
1976 wechselte er auch auf den Regiestuhl, wobei er neben seinen Spiel- auch Dokumentarfilme drehte. Im Jahr 1984 starb sein Vater Enrique Molina an einem Herzinfarkt, was bei Naschy, zusammen mit der Pleite seiner Produktionsfirma, eine Depression auslöste. Erst 1987 kehrte er mit El Aullido del Diablo auf die Leinwand zurück. Seine Karriere erlebte einen zweiten Tiefpunkt, als er am 27. August 1991 einen beim Gewichtheben ausgelösten Herzinfarkt erlitt, woraufhin er sich am 5. September einer notwendigen Operation unterzog. In der Filmszene kursierte seither das Gerücht, dass er verstorben sei. Später musste er eine Reihe von Fanzine-Herausgebern in verschiedenen Ländern kontaktieren, um sie darüber zu informieren, dass er noch am Leben war.
Mit Beginn des neuen Jahrtausends (unter anderem mit der Überreichung der spanischen Goldmedaille für bildende Künste) war er wieder in einer Reihe neuerer Projekte zu sehen. So war Naschy zwar fast in 90 Filmen zu sehen, ist aber hauptsächlich für seine Filme aus der Zeit von den späten 1960ern bis zu den frühen 1980er Jahren bekannt.
Paul Naschy ist der einzige Schauspieler, der alle klassischen Horrorfiguren dargestellt hat: Dracula, Frankensteins Monster, die Mumie, Fu Man Chu, Mr. Hyde, Quasimodo, das Phantom der Oper, den Wolfsmenschen und Satan. Er lebte zuletzt in seiner Heimatstadt Madrid, wo er am 30. November 2009 starb. Naschy litt unter Bauchspeicheldrüsenkrebs.

## Privat
Am 24. Oktober 1969 heiratete er Elvira Primavera, die Tochter eines in Spanien lebenden italienischen Diplomaten. Sie waren bis zu seinem Tod miteinander verheiratet. Mit ihr hat Naschy die beiden Söhne Bruno und Sergio Molina (* 1975).

## Deutsche Synchronsprecher
Bei früheren Veröffentlichungen für das westdeutsche Kino kamen hochkarätige Sprecher wie Rolf Schult, Arnold Marquis, Wolfgang Hess oder Tommi Piper zum Einsatz. Für zwei späte deutsche Erstveröffentlichungen auf Blu-ray wurde vom Label „Subkultur Entertainment“ in Zusammenarbeit mit Bodo Traber in den Filmen Blue Eyes of the Broken Doll und Der Marschall des Teufels Sven Brieger als Sprecher von Paul Naschy besetzt.

## Filmografie (Auswahl)
- 1961: König der Könige (King of Kings)
- 1967: Agonizando en el crimen
- 1967: Glut der Sonne (Dove si spara di più)
- 1967: Der Tod ritt dienstags (I giorni dell’ira)
- 1968: Tausend und eine Nacht (La esclava del paraíso)
- 1968: Die Vampire des Dr. Dracula (La marca del hombre-lobo)
- 1970: Dracula jagt Frankenstein (Los monstruos del terror)
- 1971: Nacht der Vampire (La noche de Walpurgis)
- 1971: La furia del Hombre Lobo
- 1972: Blutmesse für den Teufel (El espanto surge de la tumba)
- 1972: Los crímenes de Petiot
- 1972: Jack el destripador de Londres
- 1972: Die Nacht der blutigen Wölfe (Dr. Jekyll y el hombre lobo)
- 1973: Blue Eyes of the Broken Doll (Los ojos azules de la muñeca rota)
- 1973: Draculas große Liebe (El gran amor del Conde Drácula)
- 1973: Die Rebellion der lebenden Leichen (La rebelión de las muertas)
- 1973: Die Stunde der grausamen Leichen (El jorobado de la morgue)
- 1973: Die Todeskralle des grausamen Wolfes (El retorno de Walpurgis)
- 1973: Totenchor der Knochenmänner (La orgía de los muertos)
- 1974: Der Marschall des Teufels (El mariscal del infierno)
- 1974: Tarzán en las minas del rey Salomón
- 1974: Todeskreis Libelle (Una libelula para cada muerto)
- 1975: Die Nacht des Exorzisten (Exorcismo)
- 1975: Die Öl-Piraten (Docteur Justice)
- 1975: Der Werwolf und der Yeti (La maldición de la bestia)
- 1976: Último deseo
- 1977: El huerto del francés (auch Regie)
- 1977: Inquisición (auch Regie)
- 1980: Karneval der Bestien (El carnaval de las bestias) (auch Regie)
- 1981: La batalla del porro
- 1981: Die Reise zur Insel des Grauens (Misterio en la isla de los monstruos)
- 1981: The Werewolf (El retorno del hombre lobo) (auch Regie)
- 1982: Buenas noches, señor monstruo
- 1983: Heart Beat (Latidos de pánico) (auch Regie)
- 1984: El último kamikaze (auch Regie)
- 1984: Mi amigo el vagabundo (auch Regie)
- 1987: El aullido del diablo (auch Regie)
- 1988: Shadows of Blood
- 1990: Aquí huele a muerto… (¡pues yo no he sido!)
- 1992: State of Mind
- 1992: La noche del ejecutor (auch Regie)
- 1997: Licántropo: El asesino de la luna llena
- 2000: Living It Up – Nur eine Woche Millionär (La gran vida)
- 2000: School Killer (El vigilante)
- 2002: Mucha sangre
- 2002: Octavia
- 2004: Tomb of the Werewolf
- 2004: Countess Dracula’s Orgy of Blood
- 2004: Rottweiler
- 2004: Rojo Sangre
- 2005: Um Lobisomem na Amazônia
- 2009: La herencia Valdemar
- 2010: La herencia Valdemar II

## Dokumentation
- 2010: The Man who saw Frankenstein cry